# دانيال (لاعب كرة قدم مواليد 1979)
دانيال (بالبرتغالية: Daniel Lins Cortês‏) هو لاعب كرة قدم برازيلي في مركز الوسط، ولد في 12 ديسمبر 1979 في نيوزيلندا. لعب مع بوتافوغو ريغاتاس وتفينتي أنشخيدة ونادي جوفنتودي ونادي غواراني ونادي مول فيهيرفار ونادي ويلينغتون فينيكس.

## وصلات خارجية
- دانيال (لاعب كرة قدم مواليد 1979) على موقع قاعدة بيانات كرة القدم.إي يو (الإنجليزية)
- دانيال (لاعب كرة قدم مواليد 1979) على موقع Soccerway.com (الإنجليزية)
- دانيال (لاعب كرة قدم مواليد 1979) على موقع عالم كرة القدم.نت (الإنجليزية)